# Imatge residual
Una imatge residual o secundària és una imatge falsa que succeeix quan un objecte o imatge que ha vist una persona continua apareixent en el seu camp de visió, fins i tot, quan ja no l'està mirant després d'un període d'exposició llarg a la imatge original. Una imatge residual pot ser un fenomen normal (imatge secundària fisiològica) o pot ser patològica (palinòpsia). La palinòpsia il·lusòria és una exageració patològica de les imatges residuals fisiològiques. Les imatges residuals es produeixen perquè l'activitat fotoquímica en la retina continua fins i tot, quan els ulls ja no experimenten l'estímul original. Normalment la persistència de la percepció es deu al fet que l'estímul que causa la imatge és molt intens i satura els sensors del sistema visual, que romanen estimulats més enllà del normal.
Una imatge residual fisiològica comuna és l'àrea fosca que sembla flotar en els ulls després de mirar breument una font de llum, com el flaix d'una càmera.
Existeixen dos tipus principals d'imatges residuals: les imatges residuals positives i les imatges residuals negatives.

## Imatge residual positiva
Les imatges residuals positives consisteixen en el fet que la imatge residual roman en el seu color o forma original. La imatge secundària es veu igual que la imatge original. Es pot experimentar una imatge positiva mirant una escena molt il·luminada durant un període i seguidament tancar els ulls. Per un moment se seguirà veient l'escena original dels mateixos colors i la mateixa brillantor.
Els mecanismes darrere les imatges residuals positives no es coneixen bé, però possiblement es creu que el fenomen podria estar relacionat amb la inèrcia de la retina. La imatge original estimula els impulsos nerviosos i aquests continuen durant un petit moment després de tancar els ulls o apartar la vista de l'escena. Les cèl·lules de la retina tarden un temps a respondre a la llum, i una vegada excitades, tarden un temps en acabar la resposta. És a dir, possiblement reflecteix l'activitat persistent al cervell quan les cèl·lules fotoreceptores de la retina continuen enviant impulsos al lòbul occipital.
Les imatges residuals positives succeïxen amb bastant freqüència, però són molt curtes, acostumen a durar tan sols 500 mil·lisegons i per això moltes vegades passen desapercebudes per la majoria de persones.

## Imatge residual negativa
En una imatge residual negativa, els colors que veus s'inverteixen als de la imatge original. Per exemple, si mires durant un temps una imatge vermella, veuràs una residual verda. L'aparició d'imatges residuals negatives pot explicar-se a través de la teoria del procés oponent.
Les imatges residuals negatives es produeixen quan els fotoreceptors de l'ull, coneguts com a bastons i cons, s'adapten a la sobreestimulació i perden sensibilitat. L'evidència més recent suggereix que també existeix una contribució cortical.
Els fotoreceptors que estan constantment exposats al mateix estímul eventualment esgoten el seu subministrament de fotopigment, el que resulta en una disminució de senyal al cervell. Aquest fenomen es pot veure quan es passa d'un entorn brillant a un de fosc. Aquests efectes van acompanyats d'adaptacions neuronals al lòbul occipital del cervell que funcionen de manera similar al balanç de color en la fotografia. Aquestes adaptacions intenten mantenir la visió constant en il·luminació dinàmica. Veure un fons uniforme mentre s'està produint aquesta adaptació permetrà a l'individu veure la imatge resiudal perquè el cervell encara està processant àrees de visió localitzades mitjançant adaptacions que ja no son necessàries.

Efecte procés oponent del color

Es pot veure un exemple de com funciona l'efecte oposat del color mirant la següent imatge. Si es mira fixament la imatge durant aproximadament un minut abans de canviar la mirada immediatament a un full de paper blanc o una pantalla en blanc, probablement apareixerà una imatge residual negativa (en aquest cas cian sobre magenta). D'acord amb la teoria de l'efecte oponent, mirant la imatge original vermella i verda implica usar les cèl·lules que reben les ones dels colors vermell i verd. Després d'aquest minut d'observació, la capacitat d'aquestes cèl·lules per disparar el potencial d'acció s'esgota. En altres paraules, bàsicament es desgasten aquestes cèl·lules vermell-verdes. Quan canvies el teu focus a una pantalla blanca, aquestes cèl·lules segueixen sense poder disparar i només les cèl·lules de procés oponent cian i magenta continuen disparant potencials d'acció. Com que la llum que es reflecteix a la pantalla només pot activar les cèl·lules cian i magenta, s'experimenta una breu imatge secundària en cian i magenta en lloc de vermell i verd.
També existeix la il·lusió fotogràfica negativa. En aquesta il·lusió, el cervell i el sistema visual essencialment creen un negatiu d'una imatge ja negativa, cosa que resulta en una imatge realista a tot color.